# L'Enfer (pièce de théâtre de Rassov)
Pour les articles homonymes, voir L'Enfer.
L'Enfer est une pièce de théâtre de Gabor Rassov représentée pour la première fois au Théâtre de l'Union à Limoges en mars 2008.
Ce spectacle musical offre un voyage dans l'univers infernal de Dante et propose une réponse (très libre et délirante) à la question : qui peuple aujourd'hui l'enfer ?

## Fiche technique
- Pièce de : Gabor Rassov
- Montée par : Pierre Pradinas
- Musique : Christophe Minck et Dom Farkas
- Costumes : Danik Hernandez
- Lumières : Orazio Trotta
- Décors : Jacques Rouxel

## Distribution
Acteurs
David Ayala, Ardag Basmadjian, Romane Bohringer, Thierry Gimenez, Stéphane Godefroy, Danik Hernandez, Nathalie Loriot, Joan Mompart, Gabor Rassov.
Musiciens
Jean-Fi Dary et Christophe Minck.

## Prix, nominations
- Molières 2008 : nomination au Molière du spectacle musical